# 宇宙-3运载火箭
宇宙-3运载火箭（俄语：Ко́смос-3）苏联在R-14U中程弹道导弹（北约代号SS-5“短剑”）基础上研制的轻型运载火箭。美国国防部对这种火箭的代号是“SL-8”，美国国会的谢尔顿命名法（用于识别火箭的衍生型号）则称其为“C-1”。它与宇宙-1火箭（由R-14导弹改进而成）有亲缘关系，可视为后者的改进型号。
1964年扬格利领导的第586特种设计局（0KB-586）与列舍特涅夫领导的第10特种设计局（0KB-10）在R-14基础上研制了宇宙-1。后来又用R-14U（R-14导弹的改进型号）研制了一种新的火箭，准备定型投入生产（生产代号为11K65），苏联媒体将这种火箭称为宇宙-3。1966年11月16日，新火箭进行了首飞。
宇宙-3（指11K65）进行了小规模生产，但很快发现这种火箭存在严重缺陷，总共发射6次失败3次。于是被迫对火箭进行改进。改进后的版本被命名为宇宙-3M（生产代号11K65M）。11K65在1968年8月27日发射宇宙-236卫星后被停止使用，它发射过的载荷全部是“箭”系列军事通信卫星。11K65M则开始进入大批量生产，这是冷战时期苏联最主要的发射工具之一。
关于11K65M的具体情况，请参见其主题条目：
- 宇宙-3M

## 资料来源
- 宇宙-1和宇宙-3
- 宇宙-3